# Peropteryx
Peropteryx — рід мішкокрилих кажанів родини Emballonuridae.

## Поширення
Представники роду поширені в тропіках Південної Америки та Центральної Америки. Живуть в лісах, болотах. саванах та культивованих площах. 

## Морфологія
Голова і тіло довжиною 45—55 мм, хвіст довжиною 12—18 мм, передпліччя  довжиною 38—54 мм. Середня вага Peropteryx kappleri 9 гр у самиць і 11 у самців, Peropteryx macrotis — 5.1 гр у самців і 6.1 у самиць, Peropteryx trinitatis — 3.6 у самців і 4.4 у самиць. Забарвлення верхніх частин тіла це відтінки коричневого, низ блідіший. У Peropteryx leucoptera крила білуваті чи блідо-сірувато-коричневі. Є підкрильні сумки. 

## Поведінка
Спочивають у неглибоких печерах, тріщинах скель, руїнах, іноді мертвих деревах. Утворюють невеликі колонії. Більшість самиць дають потомство раз на рік, народжується єдине маля вагою 1.5 грамів. Молодь досягає розмірів дорослих за 55 днів.   